# 발레리아 골리노
발레리아 골리노(이탈리아어: Valeria Golino, 1966년 10월 22일 ~ )는 이탈리아의 배우, 영화 감독이다. 베네치아 영화제 볼피컵 여우주연상 2회, 나스트로 디아르젠토 여우주연상 2회, 신인감독상 수상자이다. 2005년 영화 《마리오의 전쟁》으로 다비드 디 도나텔로상 여우주연상을 수상하기도 했다. 그리스어, 영어, 이탈리아어, 프랑스어를 구사한다.

## 대표 영화

### 배우
- 사랑 이야기 (1986)
- 레인 맨 (1988)
- 빅 탑 피-위 (1988)
- 못말리는 람보 (1991)
- 마리오의 전쟁 (La guerra di Mario, 2005)
- 레스피로 (2002)
- 오르페브르 36번가 (2004)
- 마리오의 전쟁 (2005)
- 크립토나이트 (2011)
- 포 유어 러브 (2015)
- 엠마 (2017) - 엠마 역
- 도우터 오브 마인 (2018) - 티나 역
- 더 썸머 하우스 (2018)
- 뮤턴트 워 (2018) - 지오반나 역
- 타오르는 여인의 초상 (2019)
- 마리아 (2024) - 야킨티 칼라스 역

### 감독
- 밀레 (Miele, 2013)
- 유포리아 (2018)

### 각본
- 유포리아 (2018)